# Giengen an der Brenz
Giengen an der Brenz is een gemeente in de Duitse deelstaat Baden-Württemberg, gelegen in het Landkreis Heidenheim. De stad telt 19.711 inwoners.
Giengen is de vestigingsplaats van de speelgoedfabriek van Steiff, opgericht door Margarete Steiff.

## Geografie
Giengen an der Brenz heeft een oppervlakte van 44,05 km² en ligt in het zuiden van Duitsland.

## Historie
zie Rijksstad Giengen

## Stedenband
- Le Pré-Saint-Gervais (Frankrijk), sinds 1970[2]

Dischingen ·
Gerstetten ·
Giengen an der Brenz ·
Heidenheim an der Brenz ·
Herbrechtingen ·
Hermaringen ·
Königsbronn ·
Nattheim ·
Niederstotzingen ·
Sontheim an der Brenz ·
Steinheim am Albuch